# 路尔
路尔（法語：Loure）是一种法国舞曲，由于是用风笛伴奏，而法国的风笛叫做“路尔”，舞曲因此得名，舞曲为慢速三拍子，或中速6拍子，第一拍非常重。
路尔舞曲17世纪时在欧洲流行，著名作曲家巴赫曾经写过这种形式的曲目，如他的作品第1006号《E大调组曲》和他的作品812-817号《法国组曲》中都有这类的作品。

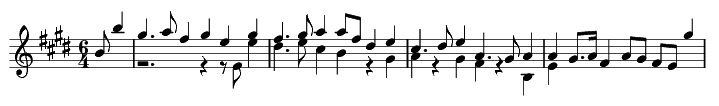
巴哈作品BWV 1006《E大調組曲》第3樂章的前幾小節，為路爾舞曲的典型。